# Kensuke Nagai
Kensuke Nagai (Fukuyama, Prefectura d'Hiroshima, Japó, 5 de març de 1989) és un futbolista japonès.

## Selecció japonesa
Kensuke Nagai ha disputat sis partits amb la selecció japonesa.